# Karyes (Monte Athos)
Karyes (in greco Καρυές?) è un centro abitato del Monte Athos. È sede dell'amministrazione monastica e greca della piccola repubblica. Secondo il censimento greco del 2011 Karyes contava 163 abitanti e questo lo rende il paese più grande della Montagna Santa.

## Storia
Nel 1283, i Crociati, con l'autorizzazione dell'imperatore bizantino Michele VIII Paleologo, attaccarono Monte Athos. I crociati devastarono il paese e uccisero molti monaci. I religiosi morti quell'anno sono commemorati come martiri dalla Chiesa ortodossa il 5 dicembre per i monasteri che seguono il calendario giuliano (il 5 dicembre corrisponde al 18 dicembre del calendario gregoriano).

## Vita amministrativa e civile
Karyes è il centro amministrativo, politico e culturale di Monte Athos: vi hanno sede l'organo deliberativo, la Sacra Comunità, e l'organo esecutivo, la Sacra Epistassia. Il palazzo che li ospita sorge sulla piazza principale, dietro la chiesa: è qui che viene rilasciato ai visitatori il Dhiamonitirion, ovvero il permesso di soggiorno. Sparse per il borgo si trovano le konàkia, le rappresentanze di diciannove monasteri (quello di Kutlumussìu, non ha una delegazione in quanto vicinissimo al capoluogo). A Karyes risiedono, inoltre, il governatore della Grecia e l'ufficio di polizia. I serdàris sono le guardie locali che, spesso, indossano il caratteristico costume, simile a quello degli euzones di Atene.
Esistono due locande, un servizio sanitario, un ufficio postale e un forno. Il piccolo albergo, sito tra il posto di polizia e la deputazione del monastero Ivìron, negli anni ottanta mostrava ancora un ambiente con atmosfera di altri tempi, quasi medievale, con stanze e pareti di legno vecchio e tarlato, illuminate da candele: il vicino forno confezionava un pane speciale e di antica fattura. Sempre in quel periodo Karyes era collegata da un'unica strada polverosa con il molo di Dafni, percorsa da un eccentrico autobus coloratissimo e vecchio di almeno un trentennio. Accanto all'ufficio postale era localizzata una bottega dove si vendeva di tutto, dall'icona alle sigarette.

## Edilizia di valore architettonico ed artistico
Gli edifici interessanti dal punto di vista storico-artistico sono: il Protàton, Skiti di Sant'Andrea, l'Accademia Athonita. 
Il Protàton è la chiesa metropolitana e la costruzione più antica della repubblica (X secolo): la pianta è di tipo basilicale con tre absidi semicilindriche, il portico e la torre campanaria (dove ha sede la biblioteca) sono cinquecenteschi. 
Le pareti sono ricoperte di preziosi affreschi bizantini; il trono è quello riservato agli imperatori bizantini quando venivano in visita al monastero.
L'iconostasi marmorea è caratterizzata da decorazioni geometriche. Vi si conserva l'icona più venerata dell'Athos: l'Axiòn esti, la Vergine con il Bambino.

## Galleria d'immagini

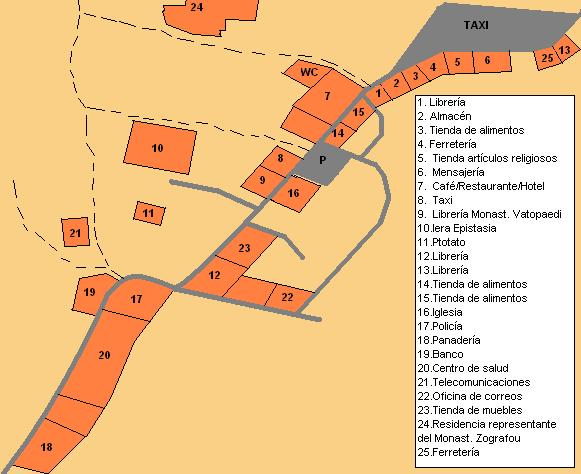
Mappa di Karyes
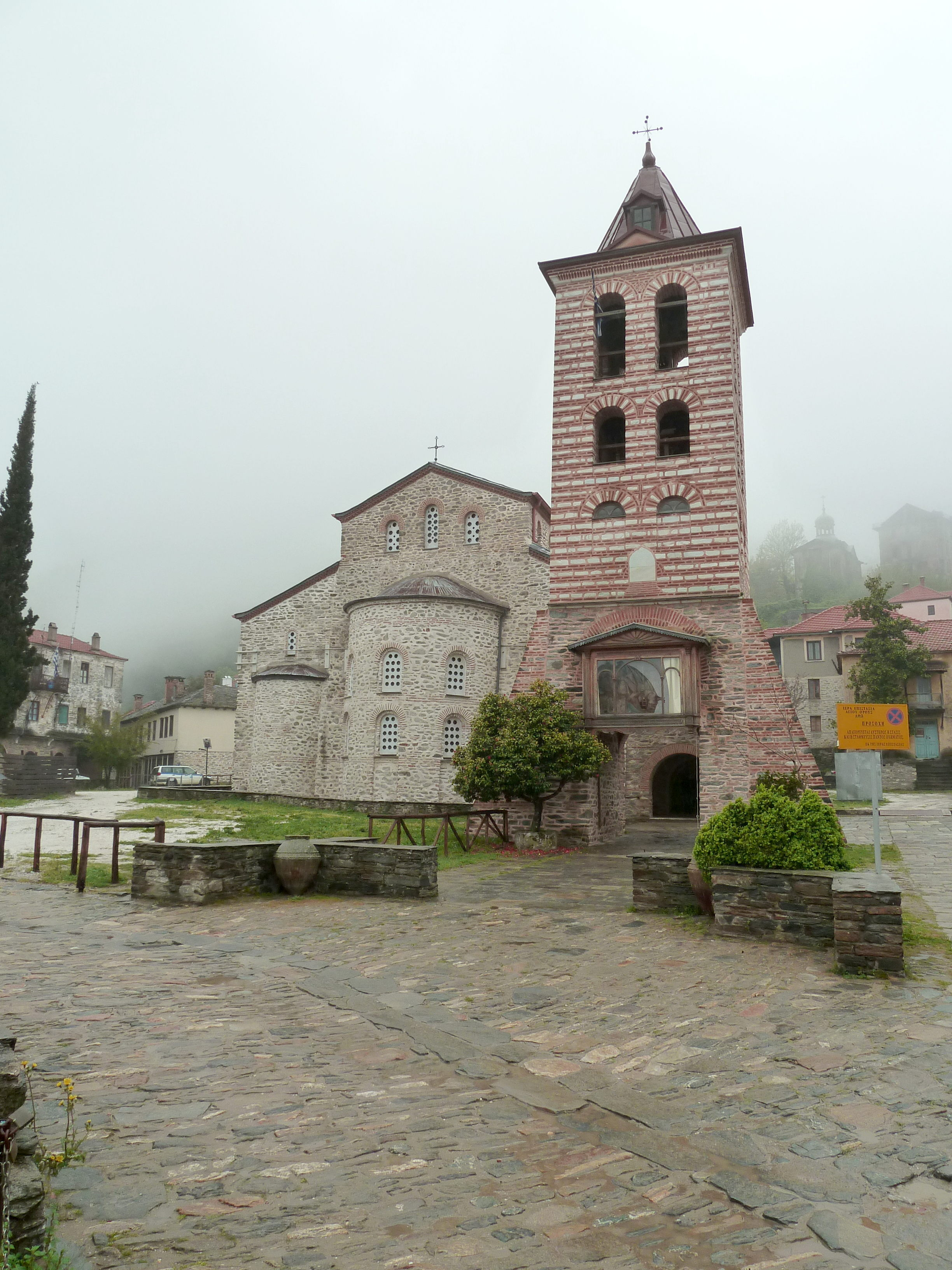
La chiesa
Via della bottega
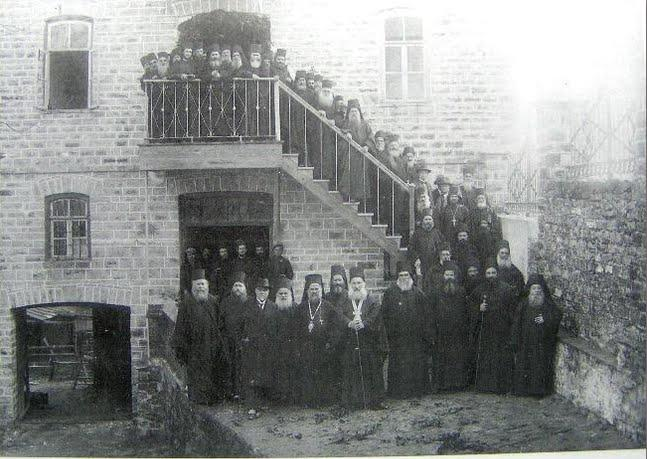
L'Accademia Athonita (1930)
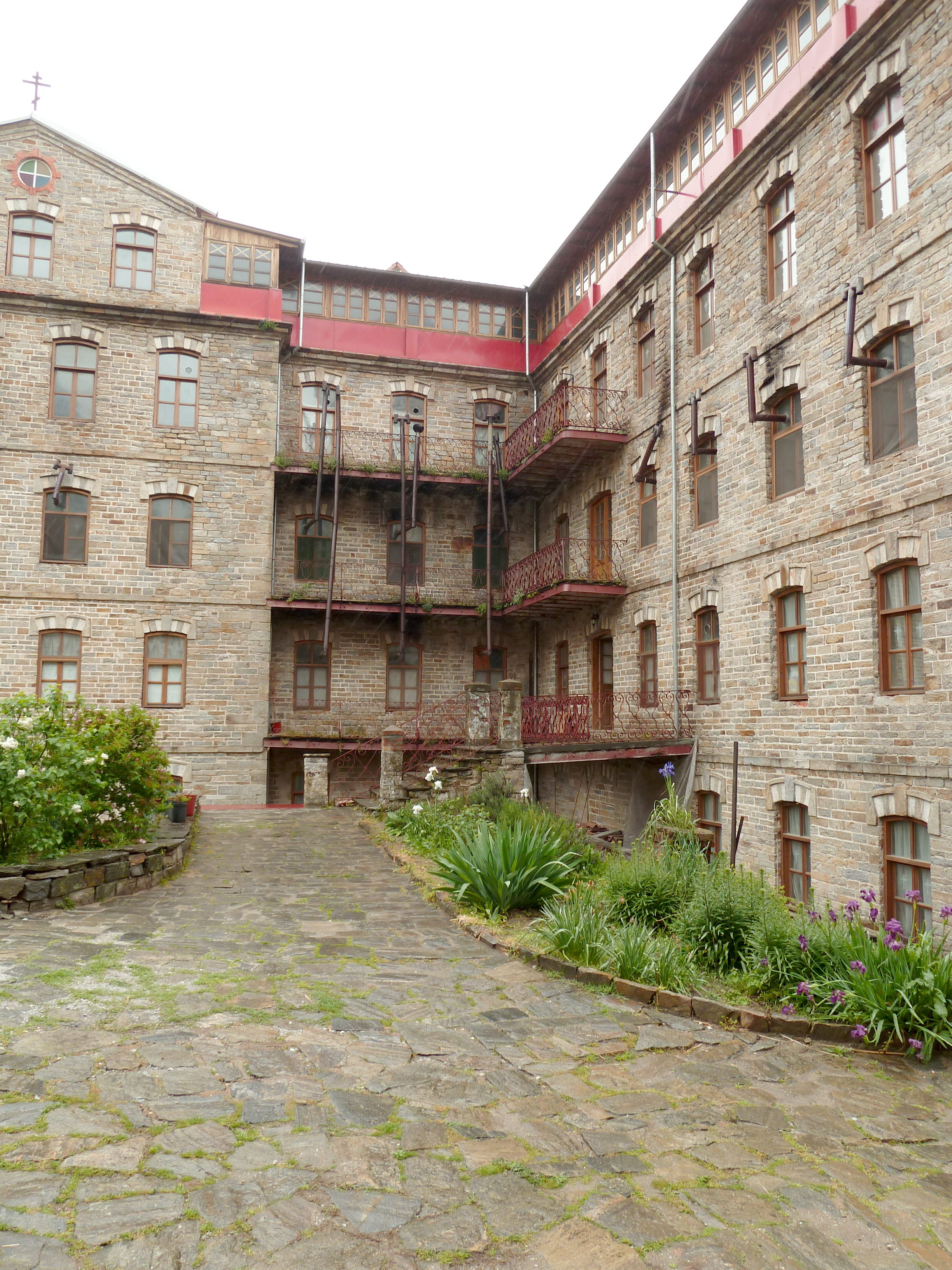
Skiti S. Andrea